# Chutes de Jog
Pour les articles homonymes, voir Jog.
Les chutes de Jog sont une chute d'eau sur  le Sharavati en Inde.

## Géographie
Les chutes forment la limite entre le district de Shimoga et celui de l'Uttara Kannada. 
Elles sont les deuxièmes plus hautes chutes de l'Inde . Lors de la mousson, le débit peut atteindre 5 387 m3/s.

## Intérêt
Elles forment une attraction majeure pour les activités touristiques.